# Campeonato Mundial de Ciclismo Urbano de 2019
El III Campeonato Mundial de Ciclismo Urbano se celebró en la ciudad de Chengdu (China) entre el 6 y el 10 de noviembre de 2019, bajo la organización de la Unión Ciclista Internacional (UCI) y la Unión Ciclista de China.
Las competiciones se realizaron en el circuito de ciclismo urbano del Parque Xinhua de la ciudad china. Se compitió en 2 disciplinas, las que otorgaron un total de 8 títulos de campeón mundial:
- Trials (TRI) – masculino 20″, masculino 26″, femenino 20″/26″ y equipo mixto
- BMX estilo libre – parque (masculino y femenino) y flatland (masculino y femenino)

## Calendario
| ● | Preliminares | F | Final |

| Fecha→ Categoría ↓ | Mi 06 | Ju 07 | Vi 08 | Sá 09 | Do 10 |
| ------------------ | ----- | ----- | ----- | ----- | ----- |
| Trials 20″ M       |       |       | ●     | F     |       |
| Trials 26″ M       |       |       | ●     | F     |       |
| Trials 20″/26″ F   |       | ●     |       | F     |       |
| Trials por equipos | F     |       |       |       |       |
| BMX parque         |       |       | ●     | ●     | F     |
| BMX flatland       | ●     | ●     | F     |       |       |

## Medallistas

### Masculino
| Evento                            | Oro                                       | Plata                             | Bronce                          |
| --------------------------------- | ----------------------------------------- | --------------------------------- | ------------------------------- |
| Trials 20″ (09.11)                | Dominik Oswald · Alemania · 190 pts.      | Borja Conejos · España · 180 pts. | Ion Areitio · España · 180 pts. |
| Trials 26″ (09.11)                | Sergi Llongueras · España · 180           | Nicolas Vallée Francia 160        | Jack Carthy Reino Unido 130     |
| BMX estilo libre parque (10.11)   | Brandon Loupos Australia 93,20            | Logan Martin Australia 92,90      | Nick Bruce Estados Unidos 90,40 |
| BMX estilo libre flatland (08.11) | Dominik Nekolný · República Checa · 91,08 | Matthias Dandois Francia 90,13    | Moto Sasaki Japón 89,00         |

### Femenino
| Evento                            | Oro                                    | Plata                                  | Bronce                                  |
| --------------------------------- | -------------------------------------- | -------------------------------------- | --------------------------------------- |
| Trials 20″/26″ (09.11)            | Nina Reichenbach · Alemania · 230 pts. | Vera Barón · España · 200 pts.         | Manon Basseville Francia 190 pts.       |
| BMX estilo libre parque (10.11)   | Hannah Roberts Estados Unidos 90,00    | Macarena Pérez Grasset · Chile · 86,80 | Charlotte Worthington Reino Unido 86,54 |
| BMX estilo libre flatland (08.11) | Irina Sadovnik · Austria · 82,25       | Misaki Katagiri Japón 78,13            | Julia Preuß · Alemania · 70,75          |

### Mixto
| Evento                     | Oro                                                                                                  | Plata                                                                                        | Bronce                                                                                      |
| -------------------------- | --- | -------------------------------------------------------------------------------------------- | ------------------------------------------------------------------------------------------- |
| Trials por equipos (06.11) | Alejandro Montalvo · Toni Guillén · Sergi Llongueras · Daniel Barón · Vera Barón · España · 700 pts. | Tom Blaser · Lucien Leiser · Vito Gonzalez · Loris Gonzalez · Debi Studer · Suiza · 630 pts. | Nicolas Vallée Charles Chibaudel Louis Grillon Thomas Jeu Manon Basseville Francia 570 pts. |

## Medallero
| Núm. | País            | Oro | Plata | Bronce | Total |
| ---- | --------------- | --- | ----- | ------ | ----- |
| 1    | España          | 2   | 2     | 1      | 5     |
| 2    | Alemania        | 2   | 0     | 1      | 3     |
| 3    | Australia       | 1   | 1     | 0      | 2     |
| 4    | Estados Unidos  | 1   | 0     | 1      | 2     |
| 5    | Austria         | 1   | 0     | 0      | 1     |
| 5    | República Checa | 1   | 0     | 0      | 1     |
| 7    | Francia         | 0   | 2     | 2      | 4     |
| 8    | Japón           | 0   | 1     | 1      | 2     |
| 9    | Chile           | 0   | 1     | 0      | 1     |
| 9    | Suiza           | 0   | 1     | 0      | 1     |
| 11   | Reino Unido     | 0   | 0     | 2      | 2     |
|      | TOTAL           | 8   | 8     | 8      | 24    |